# Sally Bedell Smith

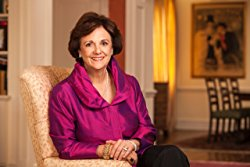
Imagem de sally Bedell Smith.

Sally Bedell Smith (nascida em 1948) é uma jornalista e biógrafa norte-americana.